# Liste der Nummer-eins-Hits in Norwegen (1972)
Diese Liste enthält alle Nummer-eins-Hits in Norwegen im Jahr 1972. Es gab in diesem Jahr neun Nummer-eins-Singles und acht Nummer-eins-Alben.
| Singles | Alben |
| --- | --- |
| - Middle Of The Road – Soley Soley - 7 Wochen (51/1971 – 5/1972) - Middle Of The Road – Sacramento - 9 Wochen (6/1972 – 14/1972) - New Seekers – Beg, Steal Or Borrow - 8 Wochen (15/1972 – 22/1972) - Ann-Louise Hanson – Tag emot en utsträckt hand - 5 Wochen (23/1972 – 27/1972) - Stein Ingebrigtsen – Cento Campane - 6 Wochen (28/1972 – 33/1972) - Daniel Boone – Beautiful Sunday - 1 Woche (34/1972) - Hot Butter – Popcorn - 9 Wochen (35/1972 – 43/1972) - Gilbert O’Sullivan – Matrimony - 1 Woche (44/1972) - Gilbert O’Sullivan – Clair - 10 Wochen (45/1972 – 2/1973) | - Øystein Sunde – Det året det var så bratt - 10 Wochen (48/1971 – 5/1972, insgesamt 17 Wochen; → 1971) - George Harrison & Friends – The Concert For Bangla Desh - 4 Wochen (6/1972 – 9/1972) - Øystein Sunde – Det året det var så bratt - 1 Woche (10/1972, insgesamt 17 Wochen) - Neil Young – Harvest - 6 Wochen (11/1972 – 16/1972, insgesamt 13 Wochen) - Paul Simon – Paul Simon - 3 Wochen (17/1972 – 19/1972) - Neil Young – Harvest - 4 Wochen (20/1972 – 23/1972, insgesamt 13 Wochen) - The Rolling Stones – Exile On Main Street - 2 Wochen (24/1972 – 25/1972) - Neil Young – Harvest - 3 Wochen (26/1972 – 28/1972, insgesamt 13 Wochen) - Verschiedene Interpreten – På treff med 4 - 5 Wochen (29/1972 – 33/1972) - Gilbert O’Sullivan – Himself - 12 Wochen (34/1972 – 45/1972) - Gilbert O’Sullivan – Back To Front - 16 Wochen (46/1972 – 9/1973) |
| | |

Siehe auch: Nummer-eins-Hits 1972 in  Australien, Belgien, Deutschland, Finnland, Frankreich, Irland, Italien, Japan, Kanada, Neuseeland, den Niederlanden, Österreich, der Schweiz, Spanien, den Vereinigten Staaten und im Vereinigten Königreich.